# ديريك سميث (كرة سلة)
ديريك سميث (بالإنجليزية: Derek Smith)‏ مواليد 01 نوفمبر 1961 في هوغانسفيل - الوفاة 10 أغسطس 1996، كان لاعب كرة سلة أمريكي. بدأ مسيرته الاحترافية في سنة 1982. تم اختياره من قبل فريق غولدن ستايت ووريورز خلال الدرافت. بلغ طوله 6 قدم 6 بوصة (2.0 م). اعتزل اللعب في 1991.

## المسيرة الاحترافية
لعب مع غولدن ستايت ووريورز في موسم 1982–1983، ثم لعب مع لوس أنجلوس كليبرز من سنة 1983 إلى 1986، ثم لعب مع سكرامنتو كينغز من سنة 1986 إلى 1989، ثم لعب مع فيلادلفيا سفنتي سيكسرز في سنة 1990، ثم لعب مع بوسطن سيلتكس في موسم 1990–1991.

## روابط خارجية
- ديريك سميث على موقع إن بي أي (الإنجليزية)
- ديريك سميث على موقع سبورتس رفرنس (الإنجليزية)
- ديريك سميث على موقع كلية كرة السلة في سبورتس رفرنس.كوم (الإنجليزية)
- ديريك سميث على موقع ريلجم (الإنجليزية)
- ديريك سميث على موقع بروبوليرز (الإنجليزية)
- ديريك سميث على موقع سبورتس رفرنس (الإنجليزية)